# Супердействительное число
В общей алгебре супервещественные (супердействительные) числа представляют собой расширение класса вещественных чисел, введенное Г. Делзом и У. Вудиным как обобщение гипервещественных чисел, преимущественно для задач нестандартного анализа, теории моделей, а также изучения банаховых алгебр. Множество супердействительных чисел является подмножеством множества сюрреальных чисел.
Супердействительные числа Г. Делза и У.Вудина отличаются от супер-действительных чисел Д. Толла, которые являются лексикографическим порядком фракций формальных степенных рядов над полем вещественных чисел.

## Формальное определение
Положим, что X является тихоновским пространством, которое также называется T3.5 пространством, а С (Х)-алгебра непрерывных вещественных функций на X. Предположим, что P является простым идеалом в С (Х). Тогда факторкольцо A = C (X) / P, является, по определению, действительной алгеброй и может быть рассмотрена как линейно упорядоченное множество. Кольцо частных F от А является супердействительным полем, если F строго содержит вещественные числа {\displaystyle \mathbb {R} }, и F не изоморфно {\displaystyle \mathbb {R} }.
Если простой идеал P является максимальным идеалом, то F является полем гиперреальных чисел.